# 3′-Phosphoadenosin-5′-phosphosulfat
3′-Phosphoadenosin-5′-phosphosulfat (kurz: PAPS) ist eine Adenosinverbindung.

## Vorkommen und Biochemie
Sie kommt in Pflanzen und Tieren vor, bei letzteren vor allem in der Leber.
Das Adenosin ist hierbei an der 3′- und an der 5′-Stelle phosphoryliert und die Phosphatgruppe an der 5′-Stelle zusätzlich mit einer Sulfatgruppe verbunden. Daher ist die Verbindung auch unter den Namen aktivierte Schwefelsäure respektive aktiviertes Sulfat bekannt. Die Sulfogruppe (-SO3−) kann mit Hilfe von Sulfotransferase-Enzymen auf geeignete Substrate übertragen werden.
Auf diese Weise spielt PAPS eine wichtige Rolle bei der Biosynthese von Naturstoffen wie Carrageen oder Heparin sowie bei der Entgiftung von körperfremdem Stoffen (Xenobiotika). Durch die Sulfonierung wird  die Wasserlöslichkeit (meistens) gesteigert, so dass diese sogenannten Konjugate leichter durch die Nieren ausgeschieden werden können.
Die Substanz liegt im physiologischen Medium pH-Wert-abhängig meist in der anionischen Form (siehe Strukturformel) vor. Die angegebene Summenformel, Molmasse und CAS-Registriernummer beziehen sich jedoch auf die ladungsneutrale, also vollständig protonierte Form.

## Synthese
PAPS kann durch aus 2',3'-cyclischem Adenosinphosphat-5'-phosphat gewonnen werden, das wiederum durch die Reaktion von Adenosin und Pyrophosphorylchlorid hergestellt wird.